# Leptocereus scopulophilus
Leptocereus scopulophilus är en kaktusväxtart som beskrevs av Areces. Leptocereus scopulophilus ingår i släktet Leptocereus och familjen kaktusväxter. Inga underarter finns listade i Catalogue of Life.